# Random Acts
Random Acts is de twintigste aflevering van het derde seizoen van de televisieserie ER, die voor het eerst werd uitgezonden op 1 mei 1997.

## Verhaal
Dr. Greene wordt, na een bezoek aan het toilet, door een onbekende flink mishandeld. Deze gebeurtenis schokt het personeel van de SEH en iedereen vraagt zich af hoe en wie dit gedaan heeft. 
Dr. Fischer eist van Boulet dat zij nu gaat kiezen met wie zij verder wil, met haar ex-man of met hem. 
Iedereen staat raar te kijken als ambulancemedewerker Olbes in haar burgerkleren een patiënt binnenbrengt. Het blijkt haar opa te zijn die een herseninfarct heeft gehad. 
Carla Reese krijgt ineens vroegtijdige weeën en wordt hierom opgenomen in het ziekenhuis. Hier zijn zij in staat om de weeën voorlopig te stoppen.
Dr. Ross krijgt een patiënt, hij is een zoon van een rijke man. Hathaway krijgt nu het vermoeden dat dr. Ross hem daardoor een speciale behandeling geeft. Dr. Ross denkt dat hij iets afwijkends ziet in zijn ogen en stuurt hem door naar de afdeling oogheelkunde. Hathaway vindt dat overdreven maar moet haar mening bijstellen als blijkt dat er werkelijk iets aan de hand is.
Er wordt een doktersroman gevonden met personages die verdacht veel lijken op het personeel van de SEH. Nu is iedereen in de ban van de vraag wie de auteur is.
Op de SEH komt een nieuwe kinderarts vanuit Philadelphia, dr. Anna Del Amico. 

## Rolverdeling

### Hoofdrol
- Anthony Edwards - Dr. Mark Greene
- George Clooney - Dr. Doug Ross
- Noah Wyle - Dr. John Carter
- Eriq La Salle - Dr. Peter Benton
- Laura Innes - Dr. Kerry Weaver
- Jorja Fox - Dr. Maggie Doyle
- Harry Lennix - Dr. Greg Fischer
- John Aylward - Dr. Donald Anspaugh
- Amy Aquino - Dr. Janet Coburn
- Maria Bello - Dr. Anna Del Amico
- CCH Pounder - Dr. Angela Hicks
- Iqbal Theba - Dr. Zogoiby
- Gloria Reuben - Jeanie Boulet
- Michael Beach - Al Boulet
- Julianna Margulies - verpleegster Carol Hathaway
- Ellen Crawford - verpleegster Lydia Wright
- Dinah Lenney - verpleegster Shirley
- Laura Cerón - verpleegster Chuny Marquez
- Deezer D - verpleger Malik McGrath
- Emily Wagner - ambulancemedewerker Doris Pickman
- Lyn Alicia Henderson - ambulancemedewerker Pamela Olbes
- Abraham Benrubi - Jerry Markovic
- Kristin Minter - Randi Fronczak
- Lisa Nicole Carson - Carla Reese

### Gastrol
- Michael Tomlinson - Dr. Keith Fecteau
- Stanley Kamel - Dr. Fin Loesch
- Patrick Cochran - Dr. Kramer
- Susan Krebs - verpleegster transplantatie afdeling
- Joe Lisi - Mr. Gunthe
- Heather Matarazzo - Alyssa Gunther
- Mary Beth McDonough - Jean Twomey
- Gabriel Mann - Carl Twomey
- Joe Torry - Chris Law
- Spider Madison - gestoorde jongen

en vele andere